# Aguillar Navarro
Gilberto Aguillar Navarro (Petrópolis, 23 de abril de 1940 - Rio de Janeiro, 8 de outubro de 2002) foi um pintor e escultor brasileiro. Assinava como Aguillar Navarro  ou simplesmente Aguillar. Pintor com uma bagagem artística bastante considerável, autor de aproximadamente 4.000 trabalhos a óleo, na sua maioria espalhados pela Europa, levado por " Marchands" que aqui estiveram a solicitar seus quadros e, também, pintados e negociados pelo próprio, quando lá esteve participando de salões e de uma bienal (Veneza).
Em suas pesquisas viu-se rumando para o perigoso caminhando do ecletismo, o que ele considerava como todo tipo de dispersão, prejudicial pata qualquer artista.
Depois de sua passagem pelos Estados Unidos onde expos com sucesso de crítica na cidade de Dallas, no Texas, apaixonou-se novamente pelas formas concretas, pelo figurativismo simpl3s e objetivo, onde, contrabalançar com desenho, rígido e vigoroso, aparecem pinceladas suaves em toda uma sucessão de gamas.
Voltando a ficha técnica, foi autor de 16 exposições individuais, sendo 4 no Rio de Janeiro e 2 em São Paulo e o restante em estados brasileiros e Europa. Possui quadros em colecoes famosas em varios paises.
(Citacoes feitas no Jornal Le Figaro - Paris 1968)

## Biografia
Iniciou a carreira com trabalhos para o arquiteto Zanine Caldas, pintando móveis rústicos. Passou para a escultura em madeira mas, por causa dos problemas cardíacos, trocou a escultura pela pintura. Seu primeiro quadro foi comprado pelo também pintor Carlos Scliar. Suas obras foram expostas no MAM, no Museu Nacional de Belas Artes, no Palácio do Itamaraty, na Fundação Calouste Gulbenkian e em museus de Dallas e Colônia. Sua trajetória recolhe influências do impressionismo e do realismo fantástico.